# 欣浄寺 (大阪市)
欣浄寺（ごんじょうじ）は大阪市中央区にある浄土真宗高田派の仏教寺院。

## 歴史
天正年間（1573年 - 1592年）の末頃、伊勢の僧慶孝の開創。
初め空谷山光尊寺といい、内本町辺りにあったが、戦乱で失い、のち徳川氏の命令で現在地に移り、寺名も改めた。
『摂津名所図会』には「高田専修寺懸所、谷町二丁目にあり。勢州一身田の懸所、欣浄寺と号す。自庵御坊なり。」とある。

## 寺宝
- 絹本著色 玉日姫像　大阪府指定文化財　（昭和50年3月31日指定）　玉日姫は宗祖親鸞聖人の室。（桃山時代）

## 交通アクセス
- 京阪本線 天満橋駅下車、南へ徒歩4分